# Yamila Nizetich
Paula Yamila Nizetich (27 de janeiro de 1989) é uma voleibolista profissional argentina.

## Carreira
Yamila Nizetich em 2016 representou a Seleção Argentina de Voleibol Feminino nos Jogos Olímpicos de Verão no Rio de Janeiro, que foi 9º colocada.

## Premiações Individuais
- Campeonato Sul-Americano de Voleibol Feminino Sub-20 de 2006: "Melhor Saque"
- Montreux Volley Masters de 2017: "Melhor Ponteira"
- Copa do Mundo de Voleibol Feminino de 2019: "Melhor Saque"